# Ingeniería y Competitividad
Ingeniería y Competitividad es una publicación científica revisada por pares, editada por y financiada por la Universidad del Valle, que publica artículos de investigación de todas las ramas de la ingeniería. Fue fundada por Iván Enrique Ramos Calderón, se publica en inglés y español  desde la Facultad de Ingeniería de la Universidad del Valle a partir del año 1997.

## Indexación e impacto
Ingeniería y Competitividad está indexada 
- SciELO[3]
- Fuente académica (de EBSCO)
- Periódica[4]
- EBSCOhost[5]
- Chemical Abstracts Service
- Redalyc[6]
- Latindex[7]
- Inspec
- Publindex

El factor de impacto en un período de dos años, medido por sciELO fue de 0.0741 y el índice H-5 es de 4, medido por Google Scholar

## Audiencia
La revista Ingeniería y Competitividad está dirigido a ingenieros, estudiantes, los profesionales de todas las áreas de la ingeniería e investigadores. El alcance de los artículos publicados en la revista es mundial debido a que sus contenidos se publican en texto completo en los siguientes enlaces:
- Sitio web Universidad del Valle. Inglés y español
- SciELO Colombia. Inglés y español

## Política de acceso abierto
Ofrece acceso en línea gratuito a todos sus artículos en su sitio web, y en el repositorios SciELO Colombia. Ingeniería y Competitividad hace parte del Directorio de Revistas de Acceso Abierto (DOAJ) y se adhiere a la Iniciativa de Acceso Abierto de Budapest (BOAI).

## Lista de editores
- 1997-2003: Iván Enrique Ramos Calderón
- 2004-2004: Héctor Cadavid Ramírez
- 2005-2008: Mario Andrés Llanos
- 2009-2011: Juan Manuel Barraza Burgos
- 2012- a la fecha: Fiderman Machuca Martínez